# Parafia Narodzenia Najświętszej Maryi Panny w Ząbkowicach Śląskich
Parafia Narodzenia Najświętszej Maryi Panny w Ząbkowicach Śląskich – dawna parafia Kościoła Polskokatolickiego w RP. Położona w dekanacie dolnośląskim diecezji wrocławskiej. Msze św. celebrowane były w środy, czwartki w niedziele.

## Historia
Parafia polskokatolicka Narodzenia Najświętszej Maryi Panny w Ząbkowicach Śląskich została utworzona 1 stycznia 1967. Do celów sakralnych pozyskała kaplicę cmentarną położoną przy ul. 1 Maja, w której przeprowadziła kapitalny remont. Pierwszym proboszczem parafii był ks. Eugeniusz Elerowski, kolejnymi ks. Tadeusz Piątek, ks. Bronisław Janowski, ks. dziek. Jacenty Sołtys i ks. Antoni Kłonicki. Parafia nie ma posiadała duszpasterza na miejscu, siedziba proboszcza znajdowała się w Obórkach.
W 2022 z powodu braku wiernych parafia zaprzestała sprawowania nabożeństw, a kościół Narodzenia Najświętszej Maryi Panny został sprzedany.